# 克里斯蒂亚诺·卢帕特利
克里斯蒂亚诺·卢帕特利（Cristiano Lupatelli，1978年6月21日—）是一名意大利足球教練、退役运动员，司职守门员。現任意大利國家足球隊守门员教練。

## 俱乐部生涯
1996年，卢帕特利在意大利低级别球队安德里亚开始职业足球生涯。1999年，他转投羅馬，并在2000/01赛季随队获得意甲联赛的冠军。2001年夏季，切沃以30亿意大利里拉的身价买入卢帕特利的一半所有权。 他在2001/02赛季和2002/03赛季是切沃的主力门将。2003年夏季，罗马以90万欧元的身价购回卢帕特利的一半所有权， 他回归罗马，在2003/04赛季中担任伊万·佩里佐利的替补门将。
2004年夏季，卢帕特利自由转会加盟佛罗伦萨， 并成为球队的主力门将，联赛出场30次仅丢34球。不过在2005年夏季，作为塞巴斯蒂安·弗赖租借合同的一部分，卢帕特利被租借到帕尔玛，2006年1月又和马特奥·瓜达尔本互换球队，被租借到另一支意甲球队巴勒莫。虽然他在2006年夏季回归佛罗伦萨，但弗赖已占据球队主力门将的位置，并随着波格丹·洛邦茨和弗拉德·阿夫拉莫夫的先后加盟，卢帕特利在此后的两个赛季沦为球队的第三号门将。
2008年，卢帕特利自由转会卡利亚里， 担任费德里科·马凯蒂的后备。2010年，他没有获得球队的续约而离开卡利亚里，之后和博洛尼亚签约，担任埃米利亚诺·维维亚诺的替补。一个赛季后，他和博洛尼亚解约后，在2011年7月8日加盟热那亚，再次担任弗赖的后备门将。2012年7月15日，卢帕特利免费回归佛罗伦萨。